# Calathea loeseneri
Espèce
Classification phylogénétique
Calathea loeseneri est une espèce de plantes à fleurs du genre Calathea de la famille des Marantacées. C'est une plante herbacée originaire du Pérou, de Colombie, d’Équateur, et de Bolivie.
La première description en latin de cette plante fut communiquée en 1931 par le Botaniste  James Francis Macbride dans le Volume 11 (3), en page 51, de la Publication 291 du musée Field ou “Field Museum of Natural History” de Chicago.
Il dédia ce Calathea au botaniste allemand Ludwig Eduard Theodor Loesener.

## Description latine
Calathea Loeseneri, spec, nov., ut videtur circa 3 dm. alta; petiolis circa 13 cm. longis ad medium vaginatis cum yaginis membranaceis minute parceque pubescentibus; foliis yalde inaequilateris ovato-ellipticis basi acutis apice anguste acuminatis fere 1.5 dm. longis, 5.5 cm. latis, supra glabris, subtus minutissime strigillosis praecipue ad nervos; pedunculis circa 3 dm. longis minute adpresseque pilosis vel superne plus minusve longe villosis; spicis subturbinatis vel anguste ovoideis circa 7 cm. longis et 2-2.5 cm. latis; bracteis inferioribus subcoriaceis solum puberulis vel interdum etiam praecipue ad basin villosis, 2-2.5 cm. longis, apice rotundatis, superioribus (sterilibus) erectis anguste ovato-lanceolatis acutis vel acuminatis 4-5 cm. longis; bracteolis indurato-clavaliculatis; floribus ignotis; capsula glabra circa 7 mm. longa. Peru: Marsh, Mishuyacu, near Iquitos, Dept. Loreto, King 940 (type, Field Museum).

## Caractéristiques
Principalement deux cultivars se retrouvent dans le commerce horticole :
- Calathea loeseneri ‘Lotus Pink’
- Calathea loeseneri ‘Kopper Krome’

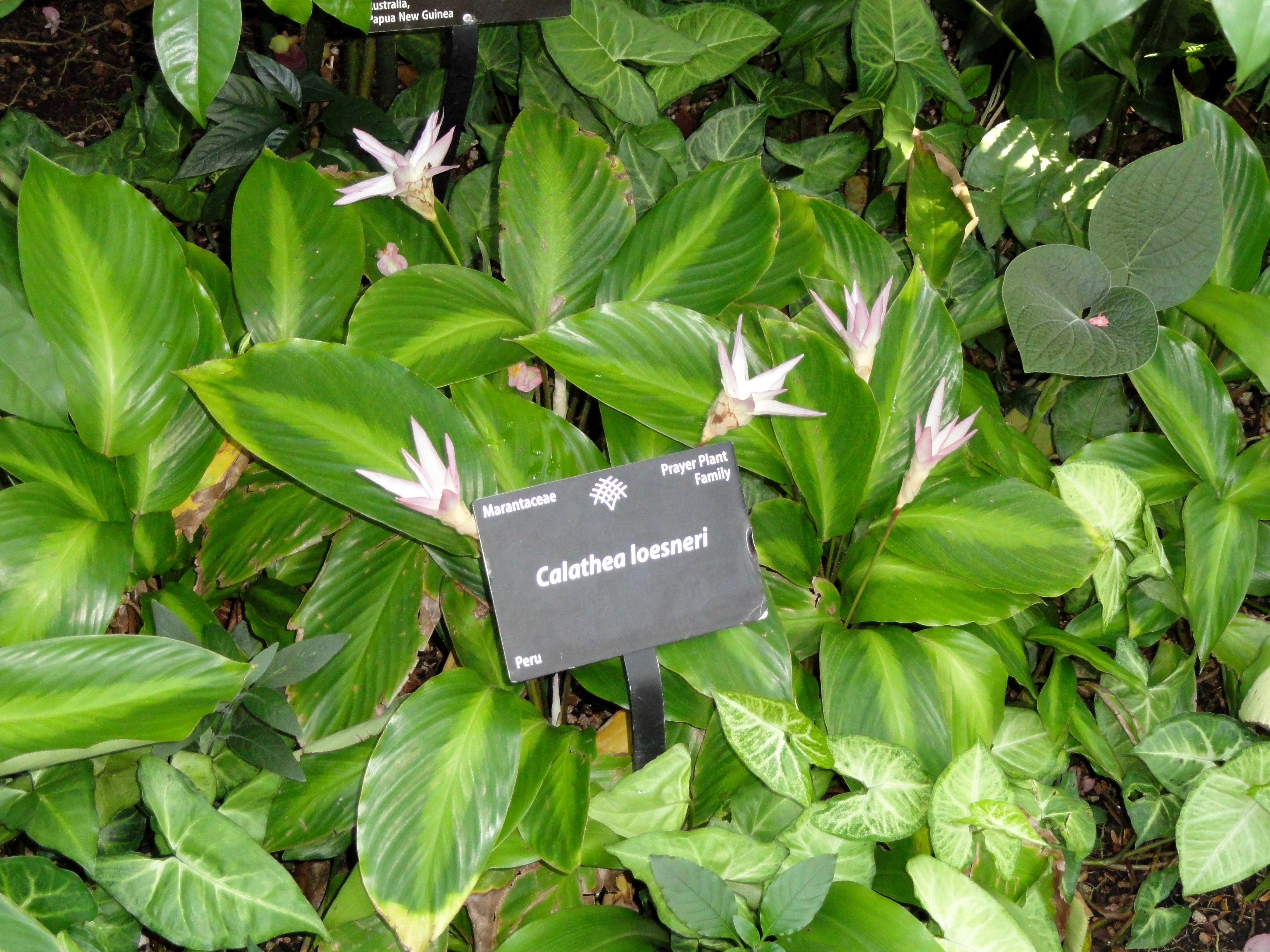
Touffe au jardin botanique de Denver
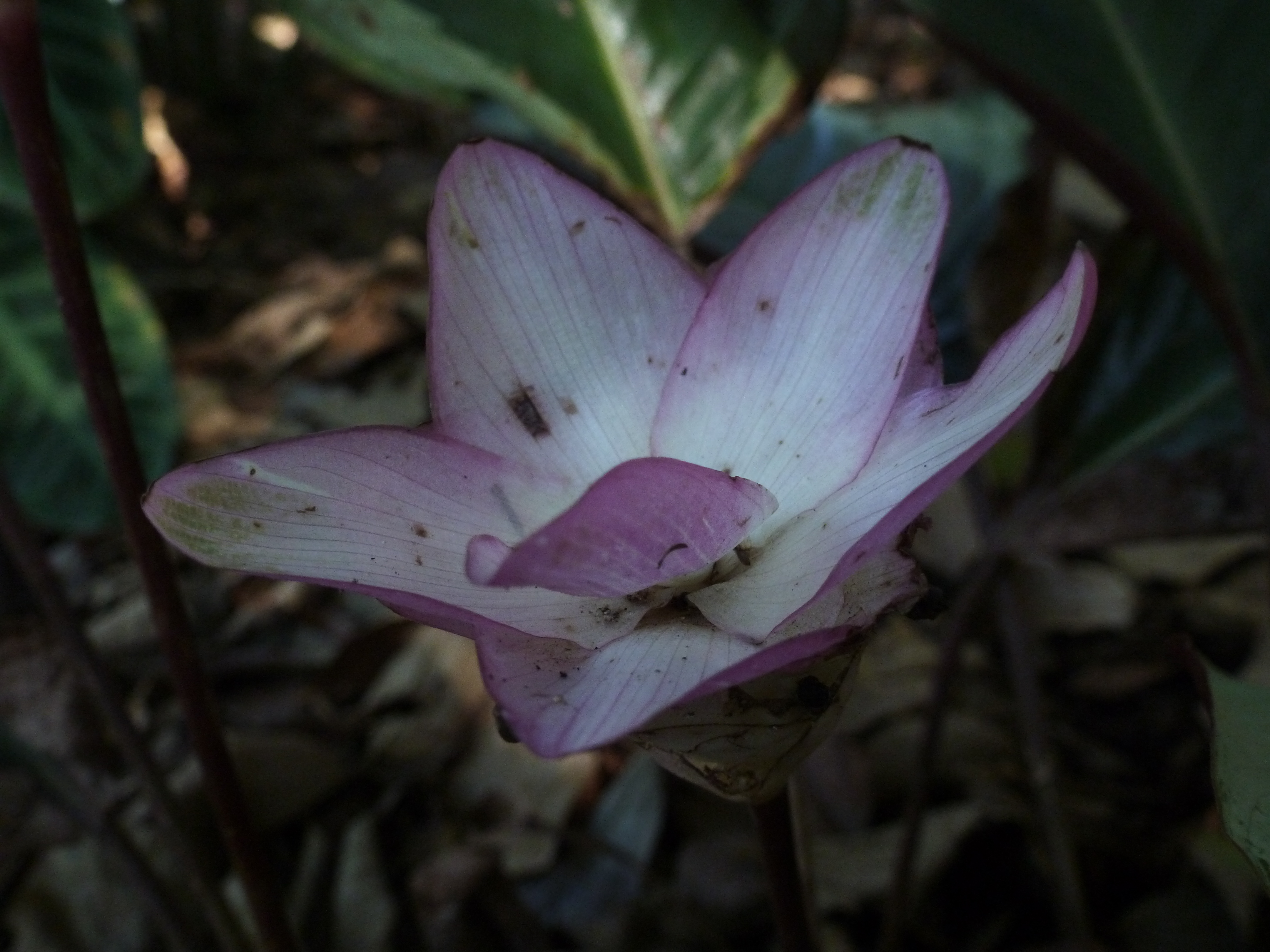
Inflorescence
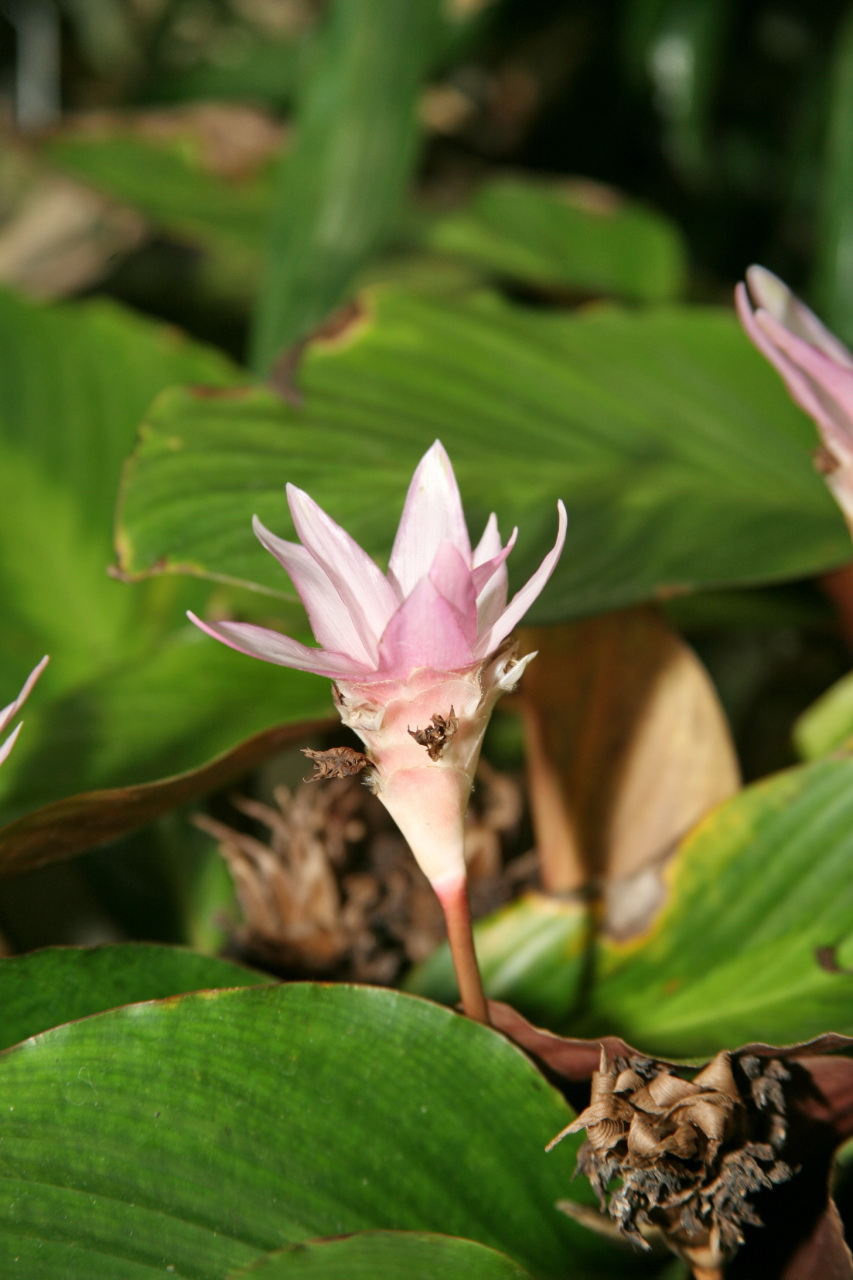
Cultivar Kopper Krome
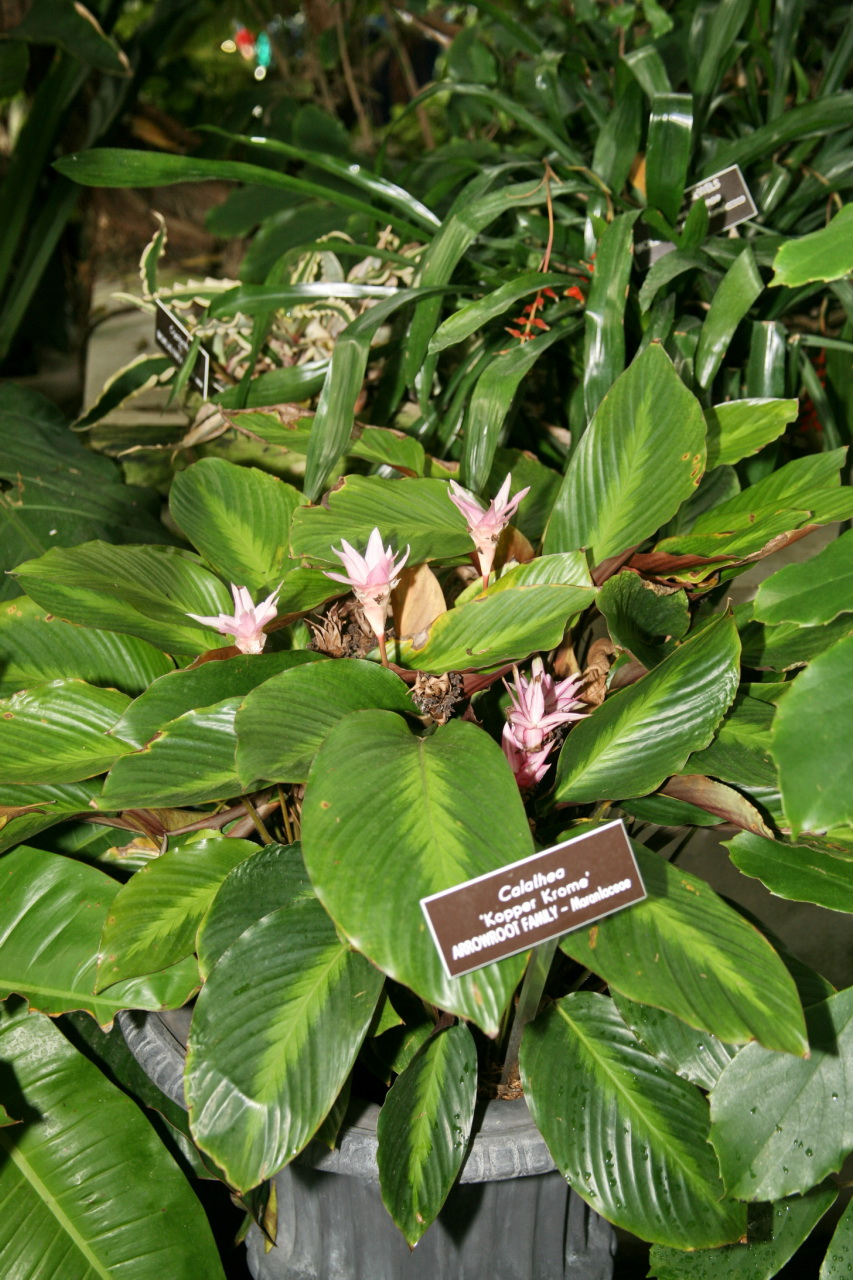
Cultivar Kopper Krome